# Professor Layton and the Curious Village
Professor Layton and the Curious Village (レイトン教授と不思議な町, Reiton-kyōju to Fushigi na Machi, bokstavligen "Professor Layton och den mystiska staden") är ett pussel- och äventyrspel utvecklat och från början utgivet av Level-5 i Japan och senare av Nintendo i Nordamerika, Australien, Sydkorea och Europa till spelkonsolen Nintendo DS. Spelet är det första i Professor Layton-serien, och har fått flera uppföljare, däribland Professor Layton and Pandora's Box och Professor Layton and the Lost Future.
Spelet handlar om Professor Layton och hans unga assistent Luke som åker till den lilla byn St. Mystere för att få reda på mysteriet med det gyllene äpplet. I sitt sökande stöter de på fler mysterier som är sammankopplade med det gyllene äpplet.
Spelet innehåller över 120 stycken pussel som spelaren kan lösa medan han eller hon agerar som en professor i arkeologi vid namn Hershel Layton samt hans unga assistent Luke.

## Spelsätt
The Curious Village är ett pusselspel där spelaren styr runt Professor Layton och hans unga assistent Luke i den lilla byn St. Mystere. De har åkt dit för att lösa mysteriet med det gyllene äpplet och ännu fler mysterier uppdagas under deras sökande efter ledtrådar. 
Byn St. Mystere är uppdelad i flera områden som spelaren kan förflytta sig mellan. För att nå vissa områden måste vissa saker ha skett i handlingen eller så måste man ha löst ett visst antal pussel. Spelaren kan prata med personer eller undersöka olika föremål i omgivningen med pekpinnen. På detta sätt kan man ibland hitta dolda pussel om man klickar på olika saker. Om man skulle missa några pussel som inte är nödvändiga att ha klarat för att ta sig vidare kommer de samlas upp i ett speciellt hus för att kunna lösas vid ett senare tillfälle.
Spelet innehåller flera olika typer av pussel som presenteras för spelaren tillsammans med värdet/poängen för pusslet i "picarats". Spelaren har oändlig tid på sig att lösa pusslen. Varje pussel har tre ledtrådar som man kan köpa för "hint coins". I början av spelat startar man med 10 av dessa mynt och kan sedan hitta fler runtom i byn. När spelaren tror sig ha svaret till pusslet så anger man det, antingen genom att skriva in det eller markera eller välja en viss sak i bilden som pusslet presenteras med. Om spelaren har rätt så inkasserar spelaren så många picarats som spelet var värt till sina poäng, om inte så får spelaren försöka igen. Det finns ingen gräns för hur många gånger man får försöka på ett pussel men de två första gångerna man har fel så minskar antalet picarats man får för att klara pusslet. Spelaren kan även välja att avbryta ett pussel och göra det senare. Vissa pussel är dock obligatoriska att lösa för att handlingen ska fortskrida.
Det finns tre olika belöningar spelaren kan få utöver picarats när ett pussel avklaras. Gizmos samlar spelaren ihop för att kunna montera ihop en robothund som kan hjälpa till att hitta hint coins åt spelaren. Delar av ett porträtt kan pusslas ihop. Och olika möbler hittas som kan placeras i Laytons eller Lukes rum på vandrarhemmet för att göra dem glada. Genom att klara spelets 120 huvudpussel och dessa tre extrapussel får spelaren tillgång till 15 styckenbonuspussel.
Spelet är kompatibelt med Nintendo Wi-Fi Connection där spelaren kan logga in och få tillgång till nya pussel. Det första upplåsbara pusslet blev tillgängligt på dagen då spelet lanserades i Japan.
Ett spelbart demo av The Curious Village finns tillgängligt på den officiella webbsidan.

## Utveckling
Professor Akira Tago vid Chiba Universitet såg över spelet utveckling tillsammans med Level-5s president och VD Akihiro Hino som producent.
Skapandet av spelet var en följd av Hinos kärlek till Tagos serie av pusselböcker som har sålt i över 12 miljoner exemplar i Japan. Många pussel är tagna från böckerna och anpassade till DS:ens pekpenna. 
Med Nintendo DS:s unika möjligheter i beaktande bidrog Tago med 30 helt nya pussel till spelet.

När spelet skulle släppas i USA gjordes några nya pussel till spelet.

## Mottagande
The Curious Village mottog överlag positiv kritik. På recensionssamlingssidan Game Rankings hade spelet ett medelbetyg på 86% baserat på 63 recensioner. På den liknande sidan Metacritic hade spelet en medelpoäng på 85/100, baserat på 72 recensioner.
Kombinationen av äventyrsspel och hjärngymnastik mottog delade tycken. Vissa kritiker hyllade spelet för en lyckad kombinering. 1UP kommenterade med att spelet angrep kombinationen bättre än andra spel som integrerat pussel direkt i spelmiljön.
Andra recensenter tyckte inte att de två genrerna gick bra ihop. Game Informer menade att spelare får flera småpussel att lösa medan de stora mysterierna i handlingen klaras ut utan spelarens inblandning och utan koppling till småpusslen. Spelet har också sagts ha lågt återspelningsvärde. När man en gång klarat pusslen finns det ingen mening att lösa dem igen.
Den europeiska animationsstilen och mellansekvenserna uppskattades av kritiker.  Darren Wells för tidningen Hyper berömmer spelet för dess "smarta koncept, med rejält med pussel lösa och låsa upp såväl som en fantastisk presentation". Däremot kritiserar han med orden att "några spel känns påklistrade och musiken kan bli irriterande".
The Curious Village såldes i över 700 000 exemplar i Japan under 2007, "en oväntad säljsuccé". Spelet var det toppsäljande spelet till Nintendo DS i USA under de tre första veckorna efter dess lansering.
När lagren fylldes på i Storbritannien ökade försäljningen av Professor Layton med 54%, vilket gjorde att spelet klättrade från 10:e upp till 4:e plats.

### Utmärkelser
Professor Layton and the Curious Village utmärktes 2008 till det bästa Nintendo DS-spelet och 10:e bästa från alla konsoler av GameSpy.I mars 2009 erhöll spelet Bästa Handhållna vid British Academy Video Games Awards. Spelet nominerades även till Bästa Pusselspelet till Nintendo DS i IGN:s video game awards 2008, och till Children's BAFTA Best Video Game Award samma år. Spelet van vann 2008 års bästa DS-spel hos GiantBomb. Professor Layton and the Curious Village kom på 15:e plats i kategorin 2008 års bästa spel av Eurogamer. Spelet vann också Årets Bästa Pusselspel i tidningen Nintendo Power. I februari 2009 mottog Professor Layton and the Curious Village en Aggie för bästa äventyrstevespel av AdventureGamers.
I en recension i Famitsu Weekly Magazine av en kritikerpanel, erhöll Professor Layton and the Curious Village guldstatus och senare erhöll spelet även statusen excellence vid Japan Game Awards. Därutöver mottog uppföljaren Professor Layton and Pandora's Box utmärkelsen för bästa spel att räkna med, innan dess lansering.